# Regia: Liviu Ciulei
Regia: Liviu Ciulei este un film românesc din 1979 regizat de Costel Safirman. Rolurile principale au fost interpretate de actorii Liviu Ciulei.

## Distribuție
Distribuția filmului este alcătuită din:
- Liviu Ciulei